# Ławka (jednostka długości)
Ławka (cal geometryczny) – dawna polska jednostka długości.
1 ławka =  4,46 cm